# روب مورغان
روب مورغان (بالإنجليزية: Rob Morgan)‏ هو ممثل أمريكي، ولد في القرن 20 في الولايات المتحدة.

## وصلات خارجية
- روب مورغان على موقع IMDb (الإنجليزية)
- روب مورغان على موقع قاعدة بيانات الفيلم (الإنجليزية)